# Heteractis magnifica
Heteractis magnifica là một loài hải quỳ thuộc chi Heteractis trong họ Stichodactylidae. Loài này được mô tả lần đầu tiên vào năm 1833.

## Phạm vi phân bố và môi trường sống
H. magnifica có phạm vi phân bố rộng khắp khu vực Ấn Độ Dương - Thái Bình Dương. Từ Biển Đỏ và bờ biển Đông Phi, loài này xuất hiện trải dài về phía đông đến Polynésie thuộc Pháp, giới hạn phía bắc đến quần đảo Ryukyu (Nhật Bản), phía nam đến Singapore và Úc.
H. magnifica thường sống trên bề mặt cứng như đá hoặc san hô cứng. Loài này thường sống ở vùng gần bờ, nhưng đôi khi cũng được tìm thấy ở vùng triều thấp, độ sâu tối thiểu được ghi nhận là 50 m. 

## Mô tả
Thân hình trụ, có các tông màu sáng đồng nhất, thường là xanh lam, xanh lục, đỏ, trắng hoặc nâu, nổi bật so với các loài hải quỳ khác. Đĩa miệng có đường kính đạt đến 1 m, nhưng thường thấy ở kích thước 30–50 cm, được bao phủ dày đặc bởi các xúc tu (dài đến 7,5 cm). Phần dưới của xúc tu cùng màu với đĩa miệng (thường là màu nâu). Ngọn của xúc tu có màu vàng, xanh lục hoặc trắng. Một số xúc tu có nhánh bên. Khu vực trung tâm của đĩa miệng có màu vàng, nâu, hoặc xanh lục, thường nhô lên sao cho miệng nằm trên một hình nón.

## Sinh thái học

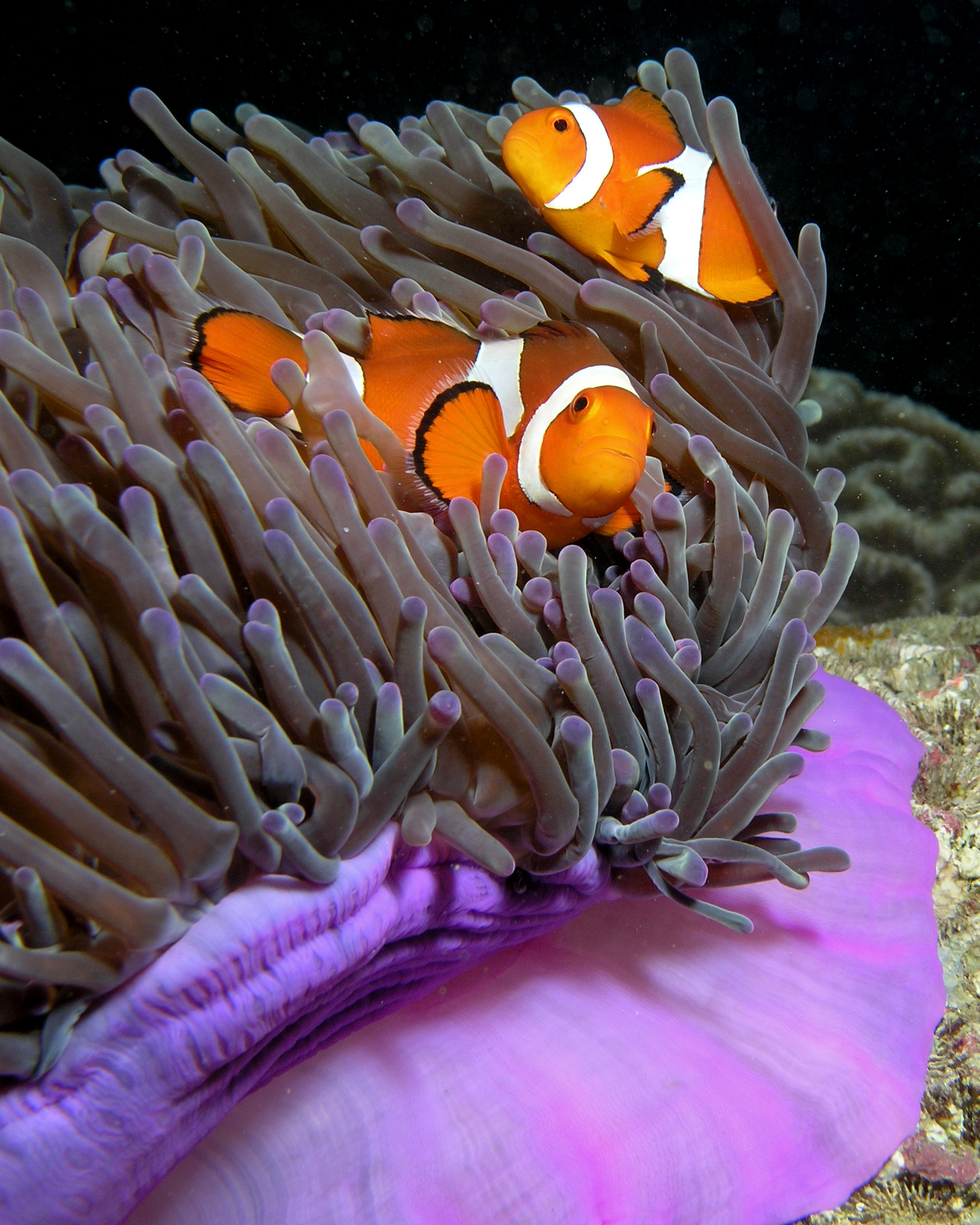
Một cặp A. ocellaris trong xúc tu của H. magnifica

H. magnifica là một trong những loài hải quỳ được cá hề chọn làm vật chủ phổ biến nhất. Những loài cá hề được liệt kê dưới đây sống cộng sinh cùng với H. magnifica:
- Amphiprion akallopisos
- Amphiprion akindynos
- Amphiprion biaculeatus
- Amphiprion bicinctus
- Amphiprion chagosensis
- Amphiprion chrysogaster
- Amphiprion chrysopterus
- Amphiprion clarkii
- Amphiprion frenatus
- Amphiprion melanopus
- Amphiprion nigripes
- Amphiprion ocellaris
- Amphiprion pacificus
- Amphiprion percula
- Amphiprion perideraion

Amphiprion leucokranos, một loài mà tình trạng phân loại chưa chắc chắn do có nguồn gốc lai tạp, cũng được nhìn thấy trong các bụi hải quỳ H. magnifica. Nnhiều sinh vật khác cũng chọn hải quỳ H. magnifica làm nơi cư trú, như cá thia con Dascyllus trimaculatus, bàng chài con Thalassoma amblycephalum hay tôm Periclimenes brevicarpalis.
H. magnifica có thể tụ lại với nhau tạo thành một tập hợp lớn bao gồm hàng chục đến hàng trăm cá thể. Ở vùng nước nông, các nhóm chủ yếu bao gồm những cá thể hải quỳ nhỏ và đơn lẻ. H. magnifica đơn độc có xu hướng tập hợp lại thành nhóm cho đến khi đạt đến một phạm vi kích thước nhất định. Kích thước của các nhóm hải quỳ tỉ lệ thuận với độ sâu vùng nước mà chúng sinh sống.

## Độc tố và tác dụng dược học
Chiết xuất từ chất nhầy của hải quỳ H. magnifica và Stichodactyla haddoni có hoạt tính chống đông máu. Bên cạnh đó, nọc độc của H. magnifica còn có thể giết chết các tế bào ung thư phổi và ung thư vú ở người phụ thuộc vào nồng độ (5–40 μg/ml).
Một nghiên cứu cho thấy, chiết xuất từ hải quỳ H. magnifica và Heteractis aurora có thể tạo ra hợp chất chống hà.
Nọc độc của H. magnifica có thể gây kích ứng da nếu chạm phải.